# Sclerogenia
Sclerogenia es un género monotípico de lepidópteros perteneciente a la familia Noctuidae. Su única especie:  Sclerogenia jessica Butler, 1878, se encuentra en Japón.